# Occhi (Zucchero Fornaciari)
Occhi è un singolo del cantante Zucchero Fornaciari, pubblicato il 20 ottobre 2006 dall'etichetta discografica Polydor, contenuto nell'album Fly.

## Descrizione
Del brano esiste anche una versione inglese, dal titolo Flying Away, destinata al mercato internazionale.

## Video musicale
Esistono due versioni del videoclip relativi a questo singolo.
Il primo è stato regolarmente utilizzato al lancio del brano e vede Zucchero in sala incisioni con un proiettore acceso che trasmette le vicende quotidiane di due giovani, un ragazzo ed una ragazza, che procedono parallelamente, con lo schermo diviso in due parti. Un secondo clip di Occhi è stato incluso in raccolte DVD dei video musicali di Zucchero e mostra l'artista cantare il brano mentre passeggia da solo in un deserto imbracciando la propria chitarra.

## Tracce
Testi e musiche di Zucchero, eccetto dove diversamente indicato.

### CD singolo
Occhi
- COD: Polydor, download digitale

- COD: Polydor Zuoccdp1

1. Occhi – 3:39

- COD: Polydor 06022517140233

1. Occhi – 3:38
2. Il volo (feat. Ronan Keating) (live) – 5:11

Flying Away
- COD: Universal

1. Flying Away – 3:38 (testo: Zucchero, Tonio K.)
2. Occhi – 3:39

### CD Maxi
Occhi
- COD: Polydor 0602517140240

1. Occhi – 3:38
2. Il volo – 5:09
3. Ridammi il sole – 4:37
4. L'urlo (Videoclip) – 3:15

## Successo commerciale
Il singolo è arrivato in quinta posizione in Italia, in sessantesima in Germania e in cinquantaseiesima in Svizzera. In Italia ha venduto oltre 30 000 copie, ricevendo il disco di platino, ed è rimasto in classifica 29 settimane, di cui 4 in quinta posizione.

## Classifiche
| Classifica (2006-07) | Posizione massima |
| -------------------- | ----------------- |
| Italia               | 5                 |
| Svizzera             | 56                |
| Germania             | 60                |
| Paesi Bassi          | 117               |

### Classifiche di fine anno
| Classifica (2006) | Posizione |
| ----------------- | --------- |
| Italia            | 41        |